# جيم تشيرشل
جيم تشيرشل (بالإنجليزية: Jim Churchill)‏ هو صاحب مطعم أمريكي، ولد في 1863 في مانهاتن في الولايات المتحدة، وتوفي في 19 يناير 1930 في اتلانتيك سيتي في الولايات المتحدة.